# Barden (Richmondshire)
Barden – wieś w Anglii, w hrabstwie North Yorkshire, w dystrykcie (unitary authority) North Yorkshire. Leży 62 km na północny zachód od miasta York i 333 km na północ od Londynu.